# Hans Albin Larsson
Hans Albin Larsson, född 16 januari 1951, är en svensk historiker och didaktiker, författare och samhällsdebattör.
Hans Albin Larsson växte upp i Borås, avlade 1969 studentexamen vid Högre allmänna läroverket (numera Bäckängsgymnasiet), studerade vid Lunds universitet och doktorerade där 1980. Han har varit lektor vid Katedralskolan i Lund, lexikograf 1986-1996 vid Nationalencyklopedin och ansvarig för dess texter kring samhällsliv och modern historia; sakkunnig i Budgetdepartementet; expert vid Utbildningsdepartementet; överdirektör vid Skolinspektionen samt expert i ett antal skolutredningar; professor vid  Högskolan i Jönköping (Högskolan för lärande och kommunikation), Högskolan Kristianstad och Linköpings universitet.
Larssons forskning är främst inriktad mot svensk och europeisk modern historia, skolhistoria och historiedidaktik och lyfter fram bakomliggande strukturer som förklaring till synliga förändringar. Redan under 1980-talet riktade han stark kritik mot den rådande skol- och utbildningspolitiken som han menade satte skolans kvalitetsstödjande regelverk ur funktion och som därmed ledde till sjunkande resultat och kunskapsnivåer. I flera böcker knyter han skolans negativa utveckling till en kombination av progressivistisk pedagogisk teori och kameralt skoladministrativt tänkande. I bl.a. Mot bättre vetande (2011) gisslar han såväl kommunaliseringen av skolan som införandet av skolpeng som feltänkta reformer som tillsammans bidragit till en sjunkande standard och svårigheter att rekrytera duktiga studenter till lärarutbildningen.
Historieundervisningens villkor är ett annat forskningsfält där han framhållit strukturernas betydelse. Han visar i flera verk hur historieundervisningen sedan 1950-talet fått halverat utrymme på schemat samtidigt som blivande lärare fått allt mindre ämnesinnehåll i sin lärarutbildning. I Barnet kastades ut med badvattnet: Historien om hur skolans historieundervisning blev närmast historia (2001) analyserar han hur historieämnet trängts tillbaka som en långsiktig bieffekt av andra skolreformer. Larsson drev som ordförande i Historielärarnas Förening (2003-2015) återkommande kravet på att historia skulle bli ett gymnasiegemensamt ämne, något som förverkligades 2007.
Larsson mottog 2003 Högskolans i Jönköping (Jönköping University’s) förtjänstmedalj och 2014 Kulturfondens för Sverige och Finlands förtjänstmedalj.
Larsson är sedan 2015 inspektor vid Västgöta nation i Lund.